# Núi Cấm
Núi Cấm (Cấm Sơn, còn được gọi là Núi Ông Cấm hay Thiên Cấm, tên Khmer: Pnom ta piel hay Pnom po piêl) là một ngọn núi ở xã Núi Cấm, tỉnh An Giang, Việt Nam.

## Vị trí và tên gọi
Núi Cấm nằm trên địa bàn xã An Hảo, thị xã Tịnh Biên, cách trung tâm thành phố Long Xuyên khoảng 90 km theo Quốc lộ 91 rẽ qua tỉnh lộ 948, và cách thành phố Châu Đốc khoảng 37 km. Núi có độ cao 705 m, chiếm chu vi 28.600 m, đỉnh Bồ Hong trên núi Cấm là đỉnh núi cao nhất trong Thất Sơn và núi Cấm cũng là ngọn núi cao nhất Đồng Bằng Sông Cửu Long. 

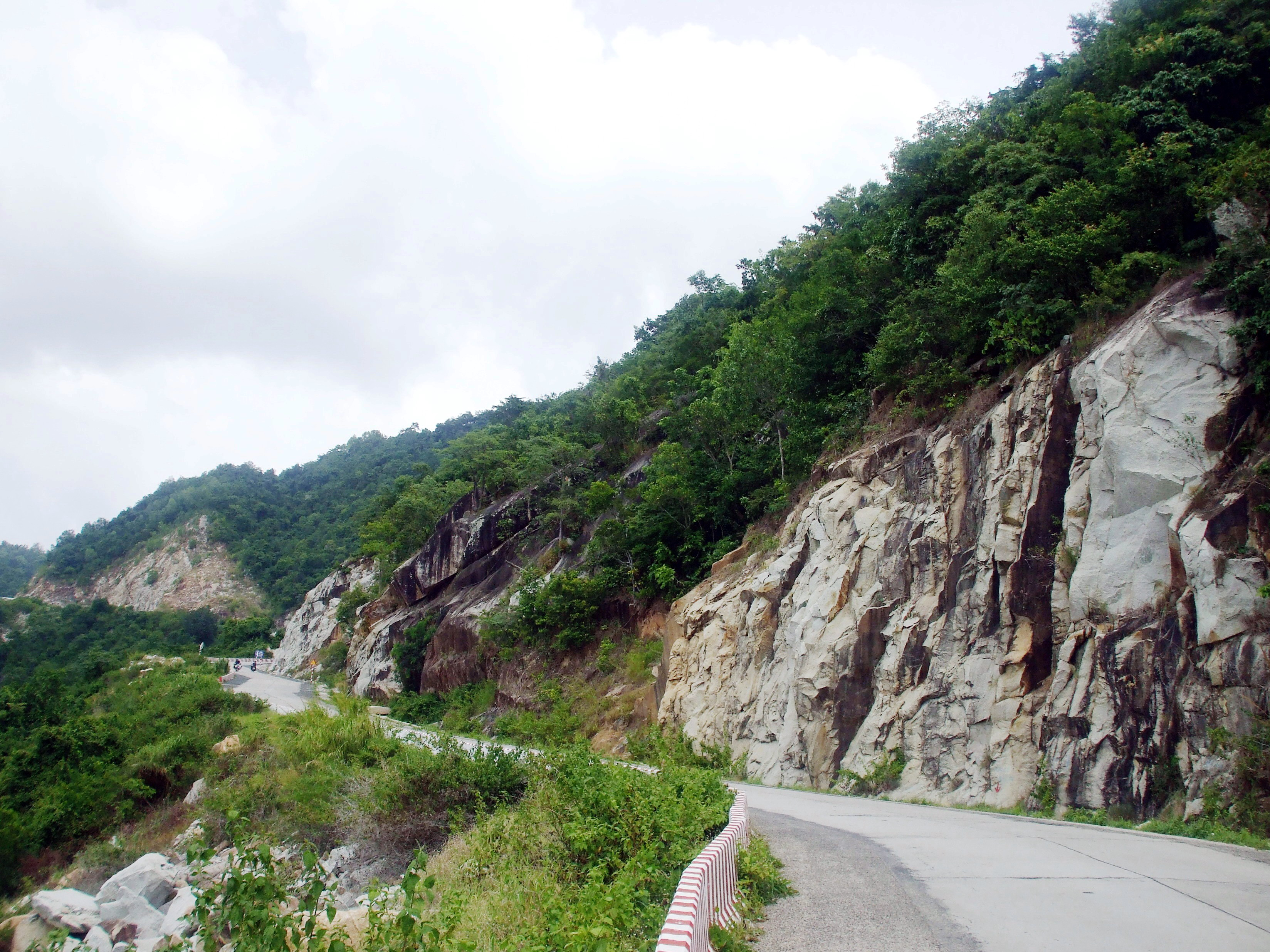
Đường lên núi Cấm

Núi Cấm tức Cấm Sơn là tên gọi chính thức bằng văn tự đầu tiên xuất hiện trong Đại Nam nhất thống chí được biên soạn vào cuối thế kỷ 19. Sách đã miêu tả: ...thế núi cao ngất, cây cối tươi tốt, là một trong Bảy Núi. Vì núi cao nên ít người lên đến chót.
Còn trước đó, theo Gia Định thành thông chí của Trịnh Hoài Đức, ngọn núi này được gọi là núi Đoài Tốn. Và tác giả cho biết núi cao 50 trượng, chu vi 20 dặm dư hình như cái đài cao, nghiễm nhiên ở về cung Thìn Tỵ nên gọi là núi Đài Tốn...Núi cao đột ngột, sinh sản các loài trầm hương, tốc hương, súc sa, cây sao, giáng hương, thông tre. Cây cối tốt tươi có đường cong queo thông trong núi sâu, dấu người qua lại, gần nơi đồng ruộng, xa có bến nước, kẻ cày cấy, người đánh cá chia từng loại ở nơi chân núi…
Có nhiều giả thuyết về cái tên núi Cấm:

Theo GS. Nguyễn Văn Hầu, giả thuyết đáng tin cậy hơn cả là Đoàn Minh Huyên (tức Phật Thầy Tây An) đã cấm các tín đồ của mình lên đó cất nhà lập am, bởi sợ sẽ ô uế chốn núi thiêng.

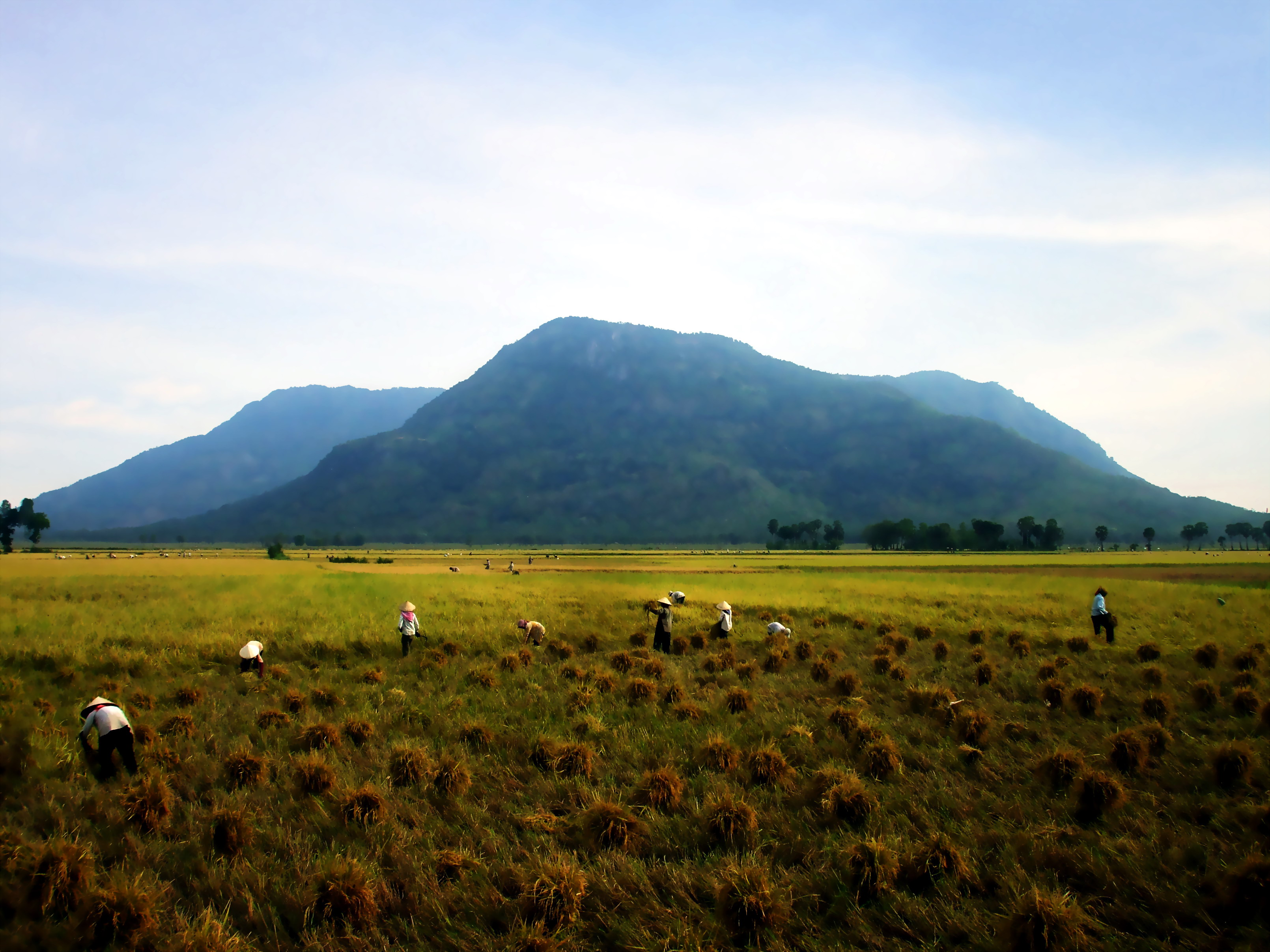
Thu hoạch lúa dưới chân núi Cấm

Một giả thuyết khác, Nguyễn Phúc Ánh khi bị chính quyền Tây Sơn truy nã, có lúc phải vào núi này nương thân. Muốn tông tích được giấu kín, các cận thần phao tin có ác thú, yêu quái, để cấm dân chúng vào núi.
Cũng có người cho rằng tướng cướp Đơn Hùng Tín (biệt danh của Lê Văn Tín, quê Cao Lãnh) có lúc dùng nơi này làm sào huyệt. Sợ lộ, Tín cấm dân lên núi. Bàn về chuyện này, Nguyễn Văn Hầu viết: Có người lại nói rằng sở dĩ tên núi Cấm được đặt ra là vì vùng núi này cao nhất, cây cối mọc tràn lan dày bịt, đá nằm ngang dọc gồ ghề, khi trước không thấy khoảng trống, chẳng có đường mòn, khó cho nhà chức trách đến mà khám xét được. Cảnh hoang vu tịch mịch đó rất thuận tiện cho những tay "Lương Sơn Bạc" tụ tập để gây rối cho xóm làng và các vùng phụ cận. Muốn giữ sự yên tịnh cho dân tình, nhà chức trách ở tỉnh đương thời mới đem ra lịnh cấm họ ở trong vùng này. Còn cái thuyết nói tướng cướp Đơn Hùng Tín - bị Sở Mật Thám Mỹ Tho hạ sát năm 1926 - cấm dân gian bén mảng đến vùng núi này, nơi hùng cứ của y, chắc là không đúng.

## Năm Vồ

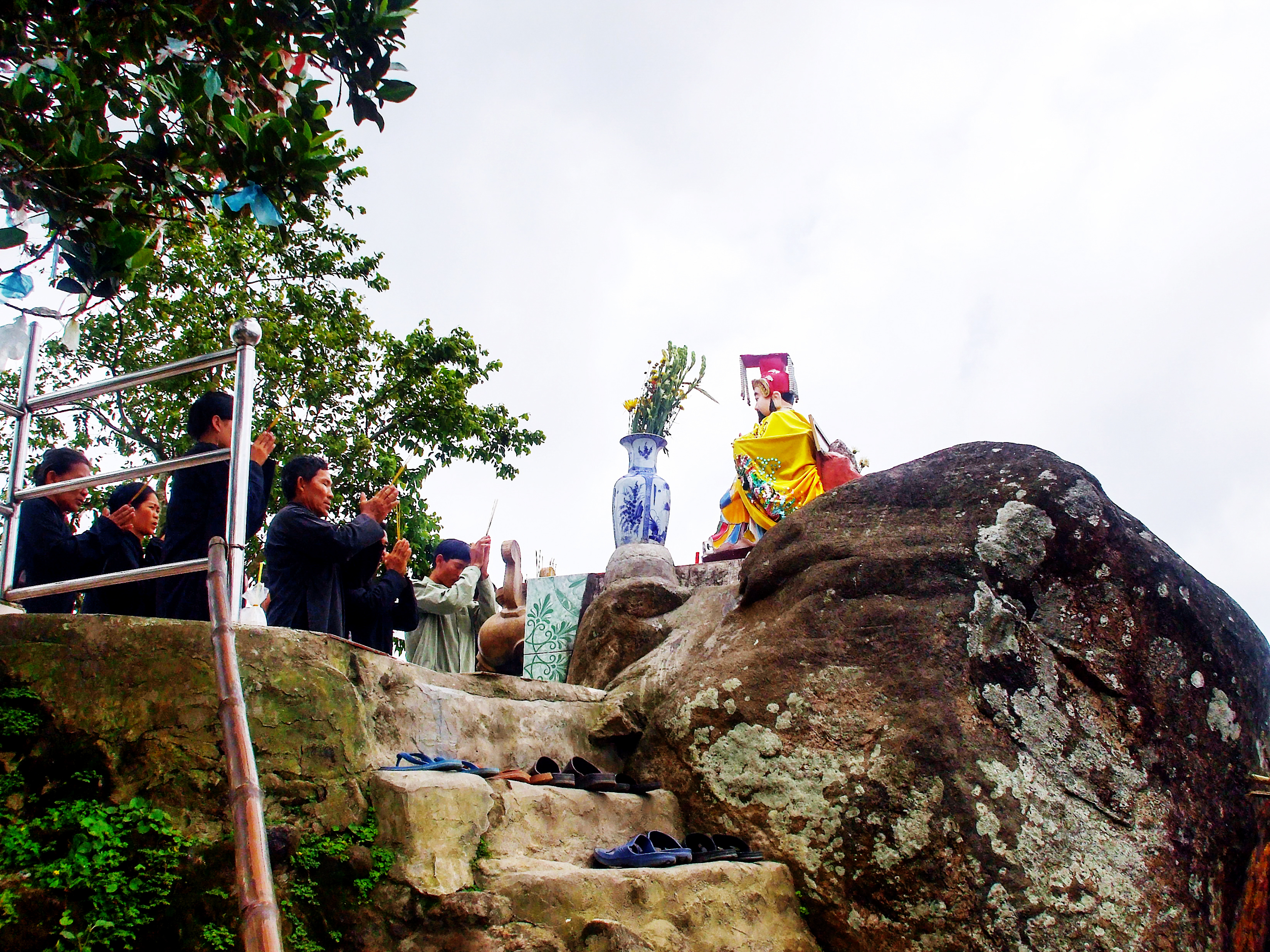
Vồ Bồ Hong trên đỉnh núi Cấm

Vồ ở đây là từ dùng để chỉ một chỏm cao trên dãy núi. Theo GS. Nguyễn Văn Hầu, năm non trên núi Cấm bao gồm:
- Vồ Bồ Hong: cao 705 m, cao nhất. Tương truyền, vì khi xưa có nhiều côn trùng gọi là bồ hong đến đây sinh sống nên có tên này. Ở trên vồ, có tượng thờ Ngọc Hoàng Thượng đế, được nhiều người đến tham quan và lễ bái.
- Vồ Đầu: đỉnh cao đầu tiên của Núi Cấm tính từ phía Bắc, cao 584 m.
- Vồ Bà: cao 579 m, có điện thờ Bà Chúa Xứ.
- Vồ Ông Bướm: (hay Ông Voi) cao 480 m tương truyền xưa kia có hai người Khmer lưu lạc tên ông Bướm và ông Vôi đến cư trú, nên mới có tên như thế.
- Vồ Thiên Tuế: cao 541 m, nơi đây trước kia là rừng cây thiên tuế.

Thực tế, núi Cấm còn có nhiều vồ hơn nữa, như Vồ Chư Thần, Vồ Cây Quế, Vồ Mồ Côi, Vồ Đá Dựng, Vồ Pháo Binh, Vồ Bạch Tượng v.v... Nhưng người ta thường chỉ nói năm non, bảy núi. Những con số bất dịch này, chắc do sự tác động của những quan niệm thần bí, siêu nhiên trong dân gian...

## Danh thắng

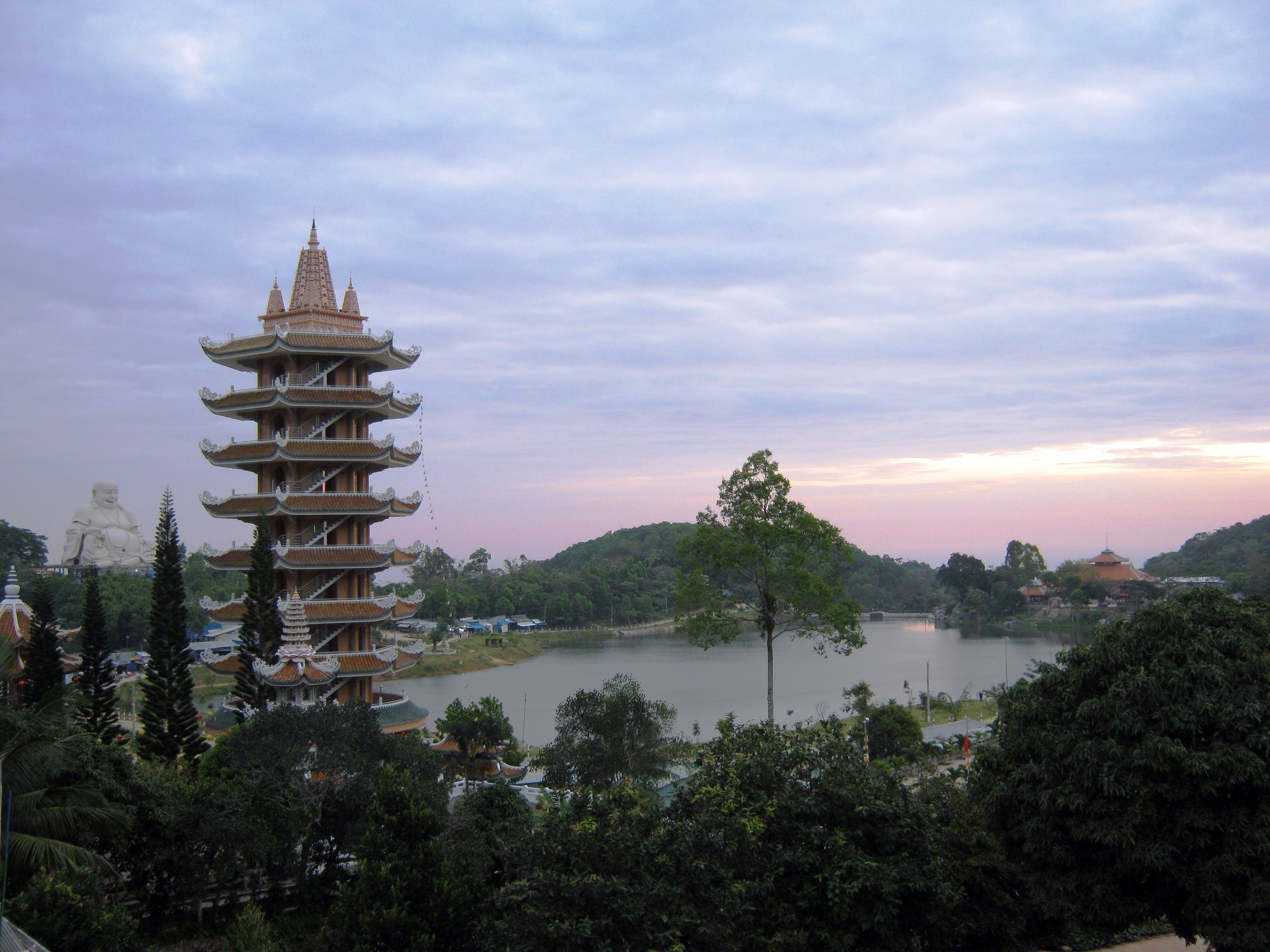
Từ trên đỉnh núi Cấm nhìn xuống khu vực hồ Thủy Liêm

Núi Cấm nơi du lịch nổi tiếng của tỉnh An Giang, vì núi có dáng vẻ hùng vĩ, khí hậu mát mẻ, phong cảnh đẹp và cây cối luôn xanh tươi. Trên núi có các danh lam và danh thắng như: Chùa Vạn Linh, chùa Phật Lớn, tượng Phật Di Lặc, hồ Thủy Liêm, v.v...

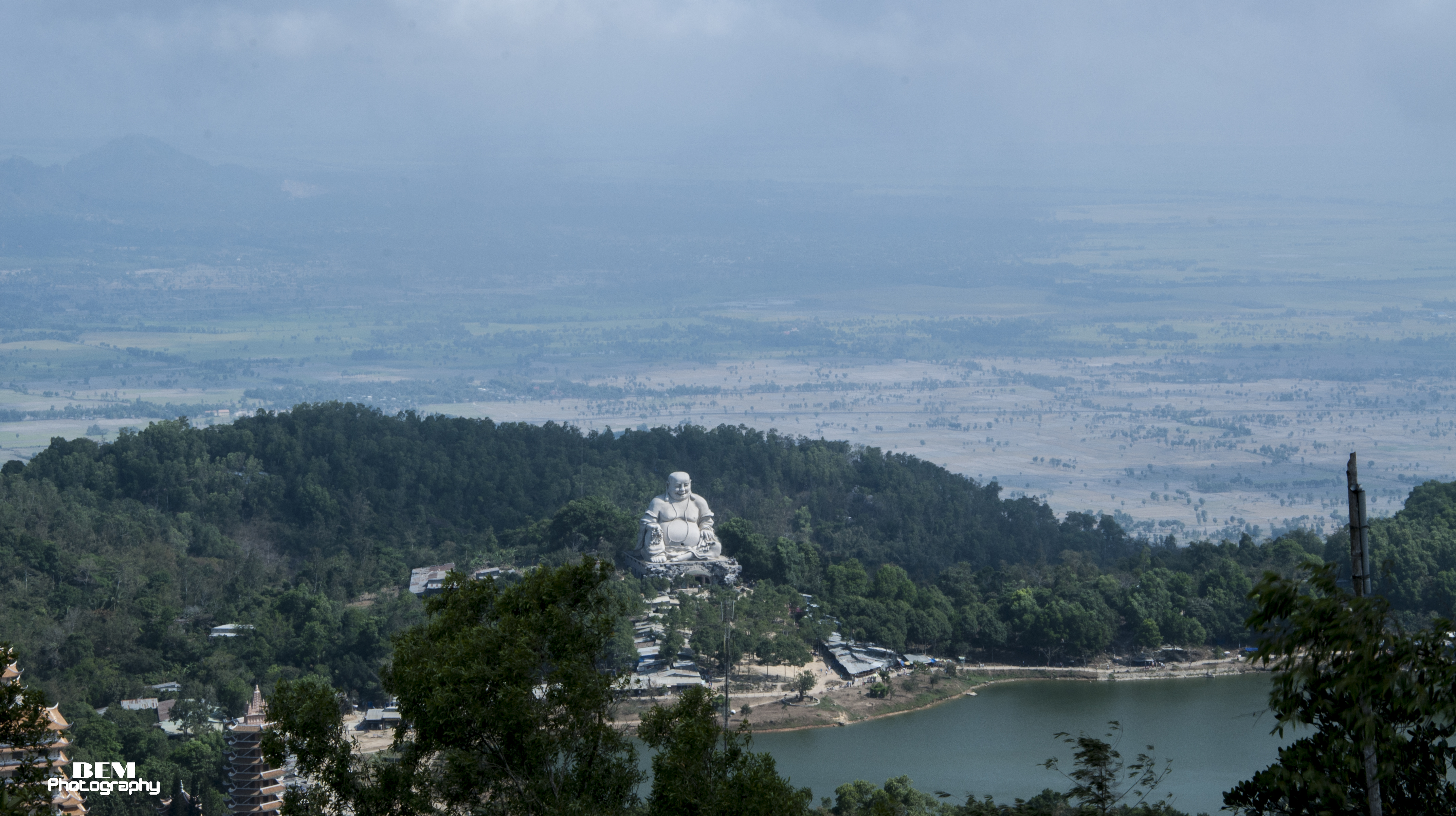
Quang cảnh trên đỉnh núi

Ngoài ra, dọc theo những lối mòn từ chân lên tới đỉnh núi có nhiều điểm tham quan như: suối Thanh Long , suối Tiên, điện Cây Quế, điện Mười Ba, điện Tam Thanh, điện Huỳnh Long, hang Ông Thẻ, hang Ông Hổ, hang Bác Vật Lang, động Thủy Liêm. Dưới chân núi Cấm, về phía Đông là khu du lịch Lâm Viên, với diện tích khoảng 100 ha, có cảnh quan đẹp, có đường tráng bê tông khá rộng lên đến đỉnh, đặc biệt có cáp treo núi Cấm đã được hoàn thành và đưa vào phục vụ khách du lịch từ ngày 14 tháng 2 năm 2015 (nhằm ngày 26 tháng 12 năm 2014 âm lịch).
Bên cạnh các nguồn lợi từ du lịch, hành hương, cây trái... núi Cấm còn có các nguồn lợi khác từ tài nguyên, như đá xây dựng, cát núi, đất sét cao-lanh và nước khoáng thiên nhiên... nhưng chưa được chính quyền địa phương cấp phép khai thác.

## Ảnh

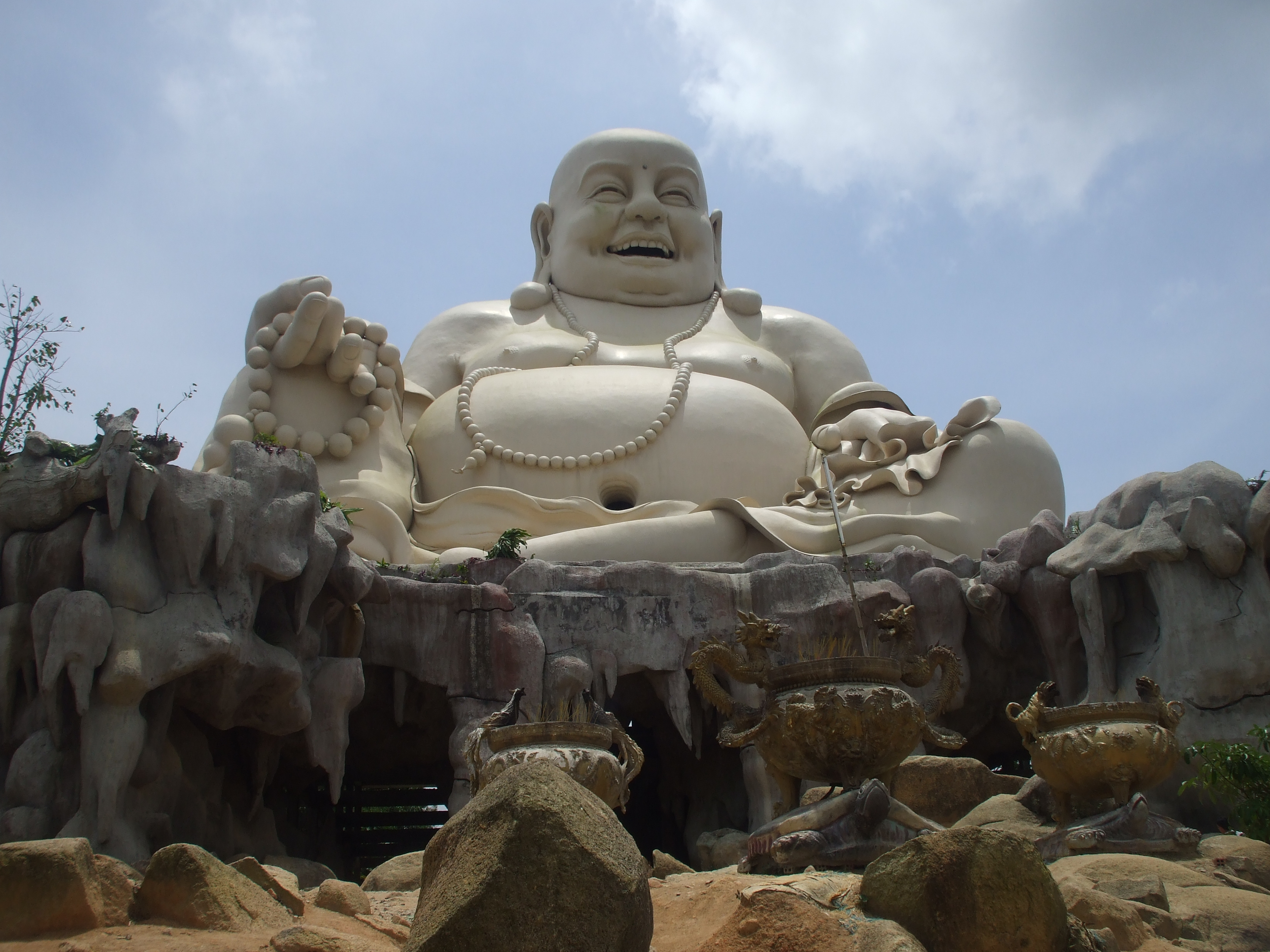
Tượng Phật Di-lặc cao 33,6 mét trên đỉnh núi Cấm[8].
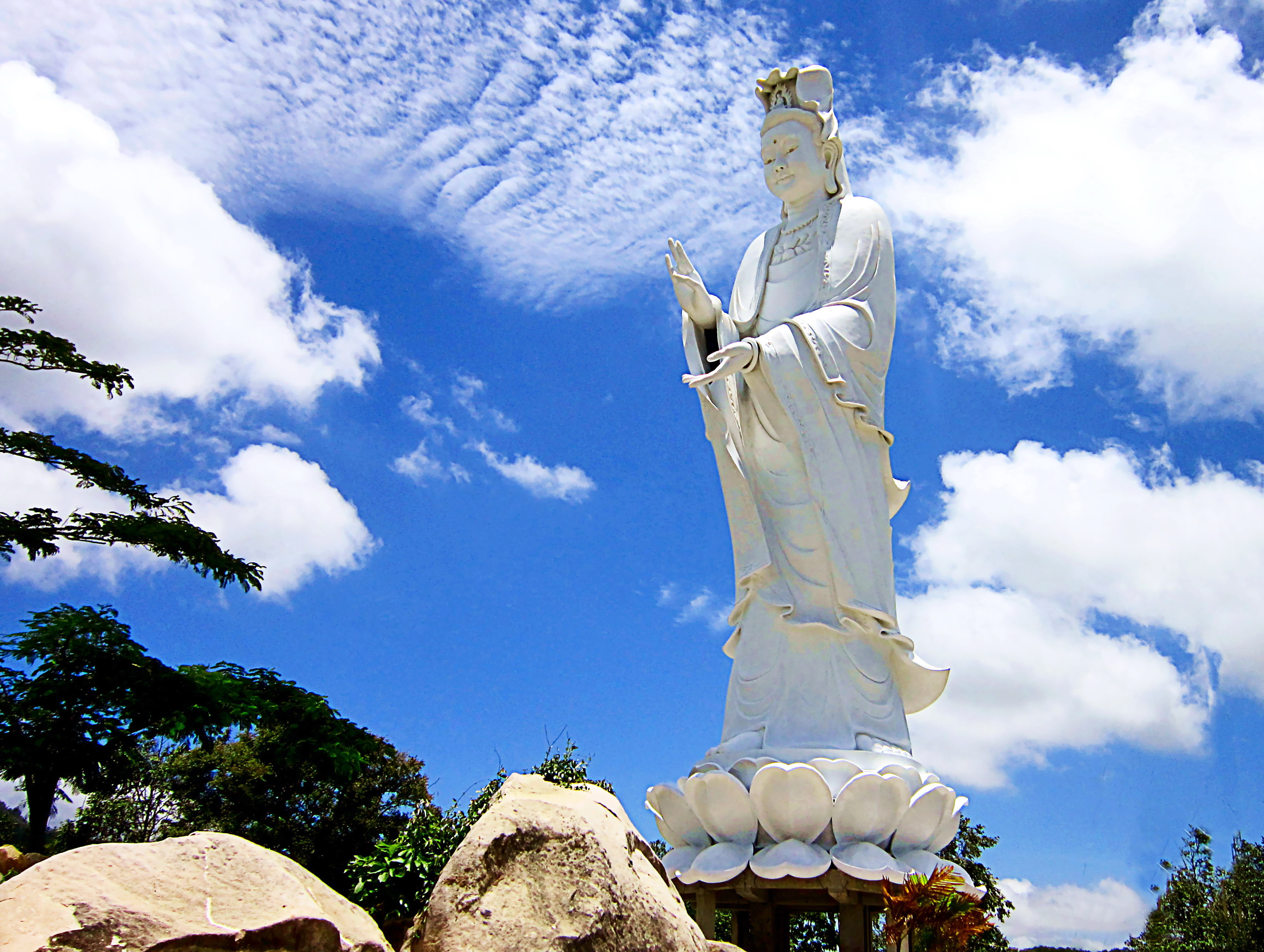
Tượng Quán Thế Âm Bồ Tát cao 26,5 m trên đỉnh núi Cấm [9].
Cáp treo Núi Cấm
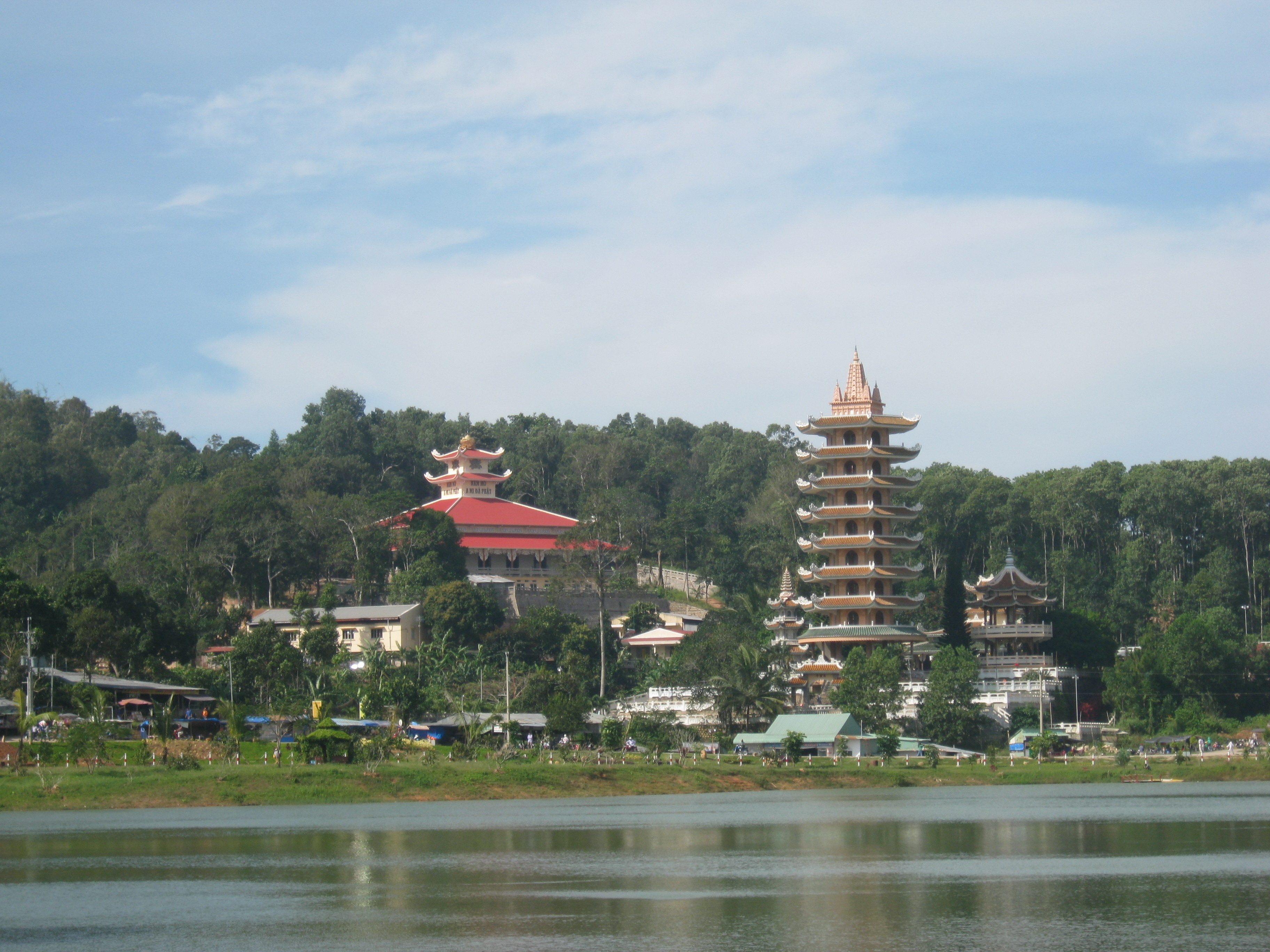
Chùa Vạn Linh bên hồ Thủy Liêm
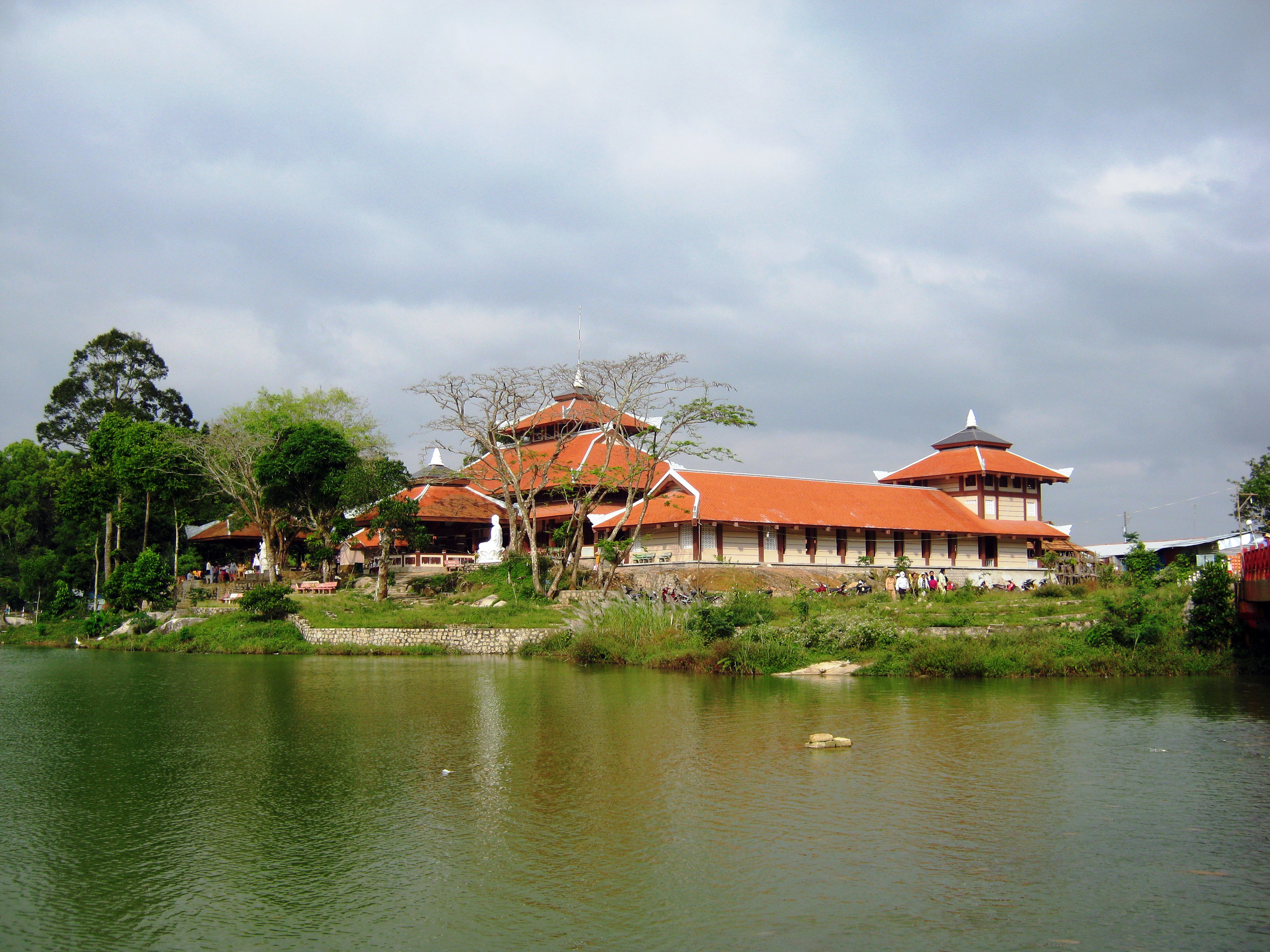
Chùa Phật Lớn bên hồ Thủy Liêm
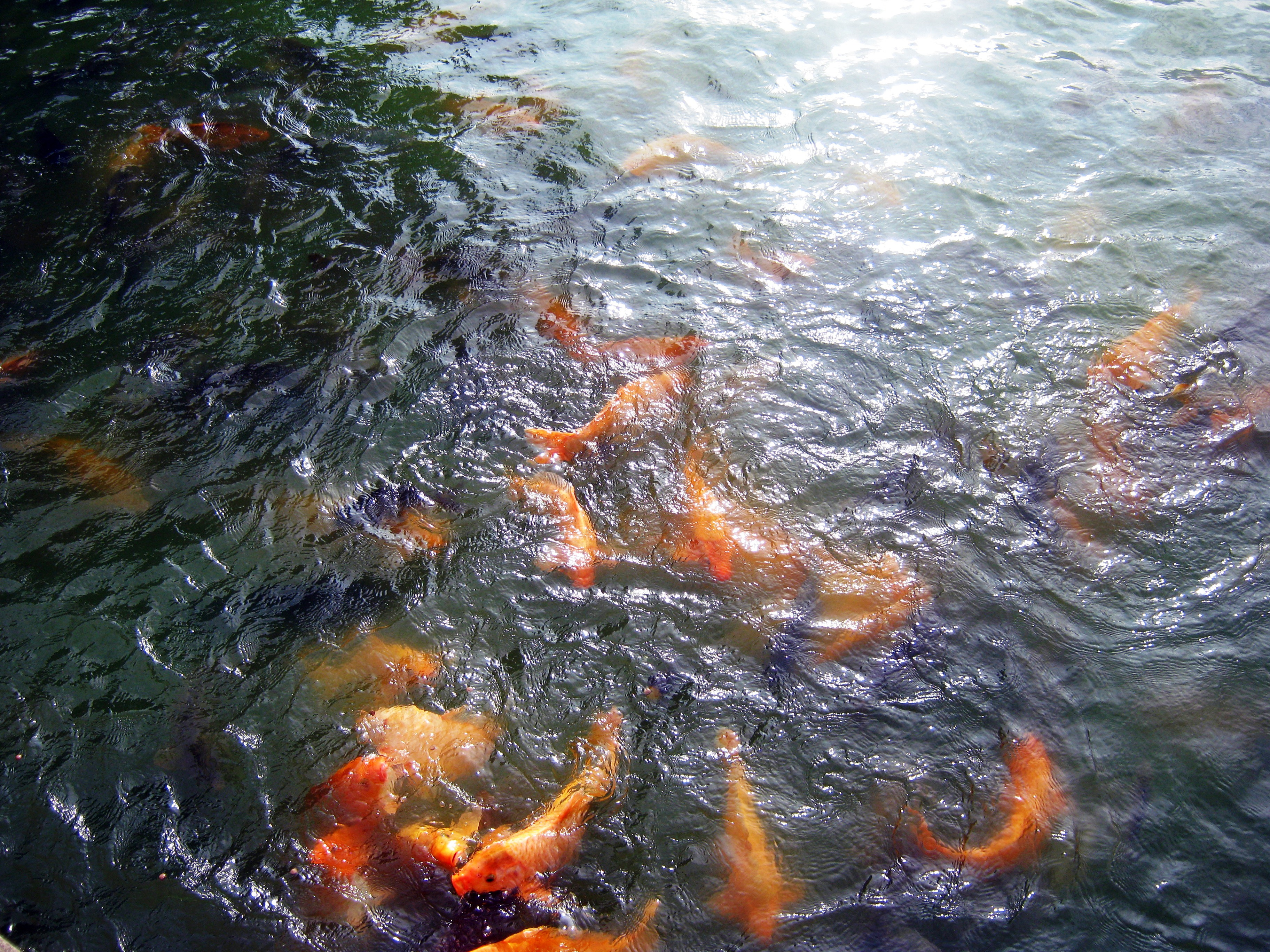
Cá phóng sinh (nhiều nhất là cá chép) trong hồ Thủy Liêm
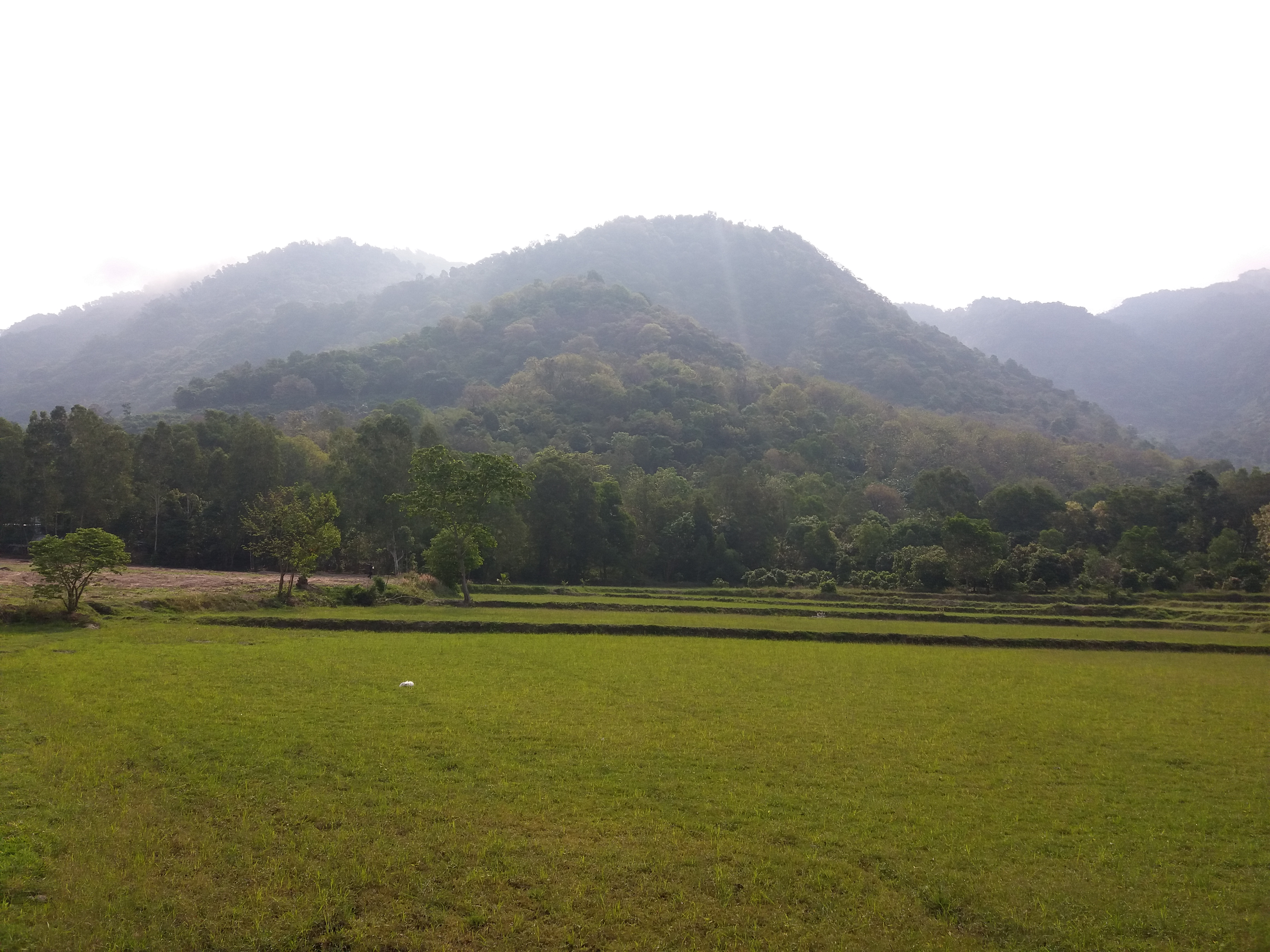
Núi Cấm nhìn từ hướng tây